# Čitluk (samhälle)
Čitluk är ett samhälle i Bosnien och Hercegovina.   Det ligger i entiteten Federationen Bosnien och Hercegovina, i den sydöstra delen av landet, 50 km sydost om huvudstaden Sarajevo. Čitluk ligger 603 meter över havet och antalet invånare är 274.
Terrängen runt Čitluk är huvudsakligen kuperad, men söderut är den bergig. Närmaste större samhälle är Goražde, 7,6 km öster om Čitluk. 
I omgivningarna runt Čitluk växer i huvudsak lövfällande lövskog. Runt Čitluk är det ganska tätbefolkat, med 93 invånare per kvadratkilometer.